# Giorgio Barberi Squarotti
Giorgio Bàrberi Squarotti (Torino, 14 settembre 1929 – Torino, 9 aprile 2017) è stato un critico letterario, poeta e italianista italiano.

## Biografia
Fu allievo di Giovanni Getto all'Università di Torino, dove si laureò nel 1952 con una tesi sul corpus letterario di Giordano Bruno, del quale curò poi l'edizione di diverse opere, così come avrebbe fatto successivamente anche per Giosuè Carducci, Carlo Goldoni, Dante Alighieri, Torquato Tasso, Francesco Petrarca, Francesco Berni, Francesco Jovine, Niccolò Machiavelli, Giuseppe Bonaviri, Guido Gozzano, Igino Ugo Tarchetti, Italo Svevo, Vittorio Alfieri, Giovanni Arpino, Carlo Emilio Gadda e Leonida Rèpaci.
Nella stessa università insegnò Letteratura italiana, come professore ordinario, dal 1967 al 1999, poi da professore emerito fino al 2004. Negli anni '90 insegnò anche in Francia nelle università di Nancy, di Strasburgo e alla Sorbonne di Parigi.
Con Angelo Jacomuzzi diresse per la Casa Editrice D'Anna Letteratura e critica. Antologia della critica letteraria in 2 volumi  (prima ed. 1967) e Critica dantesca. Antologia di studi e letture del Novecento (prima ed. 1970). 
Nel 1971 la "tavola" mestrina di Dino Boscarato gli assegnò il prestigioso premio "Amelia", per la letteratura.
Dopo la morte di Salvatore Battaglia, divenne responsabile scientifico del Grande dizionario della lingua italiana edito dalla UTET, casa editrice di Torino per la quale diresse anche Storia della civiltà letteraria italiana, opera in sei volumi (1990-1996).
Collaborò a testi e ad antologie scolastiche della casa editrice Atlas.
Consigliere-fondatore della Fondazione Marino Piazzolla, nel 1981 istituì la Biennale di Poesia di Alessandria con Gian Luigi Beccaria, Marziano Guglielminetti e Giorgio Caproni.

## Opere

### Saggi
- Astrazione e realtà, Milano, Rusconi e Paolazzi, 1960.
- Poesia e narrativa del secondo Novecento, Milano, Mursia, 1961; 2ª ed., 1967; 3ª ed., 1971; 4ª ed. aumentata, 1978.
- Metodo, stile, storia, Milano, Fabbri, 1962.
- Giorgio Barberi Squarotti e Stefano Jacomuzzi, La poesia italiana contemporanea. Dal Carducci ai giorni nostri, con appendice di poeti stranieri, Messina-Firenze, G. D'Anna, 1963; nuova ed. ampliata, 1971.
- La narrativa italiana del dopoguerra, Rocca San Casciano, Cappelli, 1965; nuova ed., 1968; Bologna, Cappelli, 1975.
- Pagine di teatro, Torino, SEI, 1965.
- Teoria e prove dello stile del Manzoni, Milano, Silva, 1965.
- La cultura e la poesia italiana del dopoguerra, Bologna, Cappelli, 1966; 1968.
- La forma tragica del Principe e altri saggi sul Machiavelli, Firenze, Olschki, 1966.
- Simboli e strutture della poesia del Pascoli, Messina-Firenze, D'Anna, 1966.
- Camillo Sbarbaro, Milano, Mursia, 1971.
- Il gesto improbabile. Tre saggi su Gabriele D'Annunzio, Palermo, Flaccovio, 1971.
- L'artificio dell'eternità, Verona, Fiorini, 1972.
- Il codice di Babele, Milano, Rizzoli, 1972.
- Giorgio Barberi Squarotti e Marziano Guglielminetti (a cura di), Manzoni. Testimonianze di critica e di polemica, Messina-Firenze, D'Anna, 1973.
- Gli inferi e il labirinto. Da Pascoli a Montale, Bologna, Cappelli, 1974.
- Poesia e ideologia borghese, Napoli, Liguori, 1976.
- Fine dell'idillio. Da Dante a Marino, Genova-San Salvatore Monferrato, Il melangolo, 1978.
- Le sorti del tragico. Il novecento italiano: romanzo e teatro, Ravenna, Longo, 1978.
- Il romanzo contro la storia. Studi sui Promessi sposi, Milano, Vita e pensiero, 1980.
- Dall'anima al sottosuolo. Problemi della letteratura dell'Ottocento da Leopardi a Lucini, Ravenna, Longo, 1982.
- Giovanni Verga. Le finzioni dietro il verismo, Palermo, Flaccovio, 1982.
- Invito alla lettura di Gabriele d'Annunzio, Milano, Mursia, 1982.
- Il potere della parola. Studi sul Decameron, Napoli, Federico & Ardia, 1983.
- La poesia del Novecento. Morte e trasfigurazione del soggetto, Caltanissetta-Roma, Sciascia, 1985.
- L'ombra di Argo. Studi sulla Commedia, Torino, Genesi, 1986; nuova ed. ampliata, 1992.
- L'onore in corte. Dal Castiglione al Tasso, Milano, F. Angeli, 1986.
- La forma e la vita. Il romanzo del Novecento, Torino, Mursia, 1987.
- Machiavelli, o La scelta della letteratura, Roma, Bulzoni, 1987.
- Manzoni. Le delusioni della letteratura, Rovito, Marra, 1988.
- Il sogno della letteratura, Milano, F. Angeli, 1988.
- In nome di Beatrice e altre voci, Torino, Genesi, 1989.
- Le maschere dell'eroe. Dall'Alfieri a Pasolini, Lecce, Milella, 1990.
- Le colline, i maestri, gli dei, Treviso, S. Quaranta, 1992.
- La scrittura verso il nulla: D'Annunzio, Torino, Genesi, 1992.
- Il sogno e l'epica, Torino, Genesi, 1993.
- Il viaggio di liberazione attraverso l'Inferno, Torino, Genesi, 1993.
- Parodia e pensiero: Giordano Bruno, Milano, Greco & Greco, 1997, ISBN 88-7980-158-9.
- Le capricciose ambagi della letteratura, Torino, Tirrenia, 1998.
- L'orologio d'Italia. Carlo Levi e altri racconti, Ragusa, Libroitaliano, 2001, ISBN 88-87712-09-3.
- Addio alla poesia del cuore, Roma, Sovera, 2002, ISBN 88-8124-265-6.
- I miti e il sacro. Poesia del Novecento, Cosenza, Pellegrini, 2003, ISBN 88-8101-150-6.
- Il tragico cristiano. Da Dante ai moderni, Firenze, Olschki, 2003, ISBN 88-222-5252-7.
- Ottocento ribelle, Albano, Anemone Purpurea, 2005, ISBN 88-89788-01-1.
- La teoria e le interpretazioni, Napoli, Guida, 2005, ISBN 88-7188-935-5.
- Le cortesie e le audaci imprese. Moda, maghe e magie nei poemi cavallereschi, San Cesario di Lecce, Manni, 2006, ISBN 88-8176-784-8.
- La letteratura instabile. Il teatro e la novella fra Cinquecento ed età barocca, Treviso, Santi Quaranta, 2006, ISBN 88-86496-72-9.
- Il pipistrello a teatro. Pirandello, narrativa e tragedia, Verona, Bonaccorso, 2006, ISBN 88-7440-063-2.
- La farfalla, l'anima. Saggi su Gabriele d'Annunzio narratore, Verona, Bonaccorso, 2007, ISBN 88-7440-086-1.
- Il sistema della narrativa. Gli autori del Novecento: saggi critici, Montichiari, Zanetto, 2008, ISBN 978-88-88106-13-7.
- La poesia, il sacro e il patinoire. Saggi su Gozzano e Pavese, Sestri Levante, Gammarò, 2009, ISBN 978-88-95010-68-7.
- La cicala, la forbice e l'ubriaco. Montale, Sbarbaro e l'altra Liguria, Sestri Levante, Gammarò, 2011, ISBN 978-88-95010-72-4.
- Le donne al potere e altre interpretazioni. Boccaccio e Ariosto, Lecce, Manni, 2011, ISBN 978-88-6266-382-3.
- Entello, Ulisse, la matrona e la fanciulla. Saggi su Saba e Campana, Sestri Levante, Gammarò, 2011, ISBN 978-88-95010-91-5; 2015, ISBN 978-88-95010-91-5.
- Tutto l'Inferno. Lettura integrale della prima cantica del poema dantesco, Milano, Angeli, 2011, ISBN 978-88-568-3588-5.
- L'ultimo cuore del novecento. Paesaggi per la poesia, Sestri Levante, Gammarò, 2012, ISBN 978-88-95010-90-8; 2016, ISBN 978-88-95010-90-8.
- Le verità della letteratura, Roma, Fermenti, 2014, ISBN 978-88-97171-45-4.
- Valter Boggione e Moreno Savoretti (a cura di), La parola e l'eco. Saggi sulla poesia del '900, Roma, UniversItalia, 2016, ISBN 978-88-6507-743-6.
- Il sublime e il comico, Catanzaro, La Rondine, 2016, ISBN 978-88-99135-55-3.
- Le voci e il silenzio, Catanzaro, La Rondine, 2016, ISBN 978-88-99135-29-4.
- Il cannocchiale barocco. Rime e prose, Cercenasco, Marcovalerio, 2017, ISBN 978-88-7547-442-3.
- Lucia intrepida e altre venture romantiche, Alessandria, Edizioni dell'Orso, 2017, ISBN 978-88-6274-736-3.

### Raccolte di poesie
- La voce roca, Milano, All'insegna del pesce d'oro, 1960.
- La declamazione onesta, Milano, Rizzoli, 1965.
- Finzione e dolore, Pisa, Valenti di Allegranti, 1976 (Premio Nazionale Letterario Pisa[3]).
- Notizie dalla vita, Livorno, Bastogi, 1977.
- Il marinaio del Mar Nero e altre poesie, Fossalta di Piave, Rebellato, 1980 (Premio Nazionale Rhegium Julii per la Poesia 1981[4]).
- Ritratto di intellettuale, Manduria, Lacaita, 1980.
- Visioni e altro, con disegni di Virgilio Guidi, Abano Terme, Piovan Editore, 1983.
- Dalla bocca della balena, Torino, Genesi, 1986.
- In un altro regno, Torino, Genesi, 1990.
- La scena del mondo, Torino, Genesi, 1994, ISBN 88-86313-13-6.
- Dal fondo del tempio, Torino, Genesi, 1999, ISBN 88-87492-30-1.
- Le vane nevi, Verona, Bonaccorso, 2002, ISBN 88-7440-008-X.
- Le Langhe e i sogni, Novi Ligure, Joker, 2003.
- Il gioco e il verbo, Castelfrentano, Edizioni Orient Express, 2005, ISBN 88-88349-23-5.
- La storia vera, Montichiari, Zanetto, 2006.
- I doni e la speranza, Albano (Roma), Anemone Purpurea, 2007, ISBN 978-88-89788-17-2.
- Gli affanni, gli agi e la speranza, Forlì, L'arcolaio, 2008 [stampa 2009], ISBN 978-88-95928-14-2.
- Le foglie di Sibilla, Genova, De Ferrari, 2008, ISBN 978-88-6405-000-3.
- Lo scriba delle stagioni, Castel di Judica, Samperi, 2008, ISBN 978-88-95877-00-6.
- Il giullare di Nôtre-Dame des Neiges, Roma, EdiLet, 2010, ISBN 978-88-96517-35-2.
- Le avventure dell'anima (1998-2013), Palermo, Thule, 2015, ISBN 978-88-97471-21-9.
- Le finte allegorie, Venafro, EVA, 2016.
- Le voci e la vita, Corato, SECOP Edizioni, 2016.
- Le ancelle della regina Mab, Roma, Fermenti, 2016, ISBN 978-88-97171-85-0.
- Dialogo infinito, a cura di Valter Boggione, voll. 1-2, Torino, Genesi, 2017, ISBN 978-88-7414-603-1.